# Tessmannia densiflora
Tessmannia densiflora är en ärtväxtart som beskrevs av Hermann August Theodor Harms. Tessmannia densiflora ingår i släktet Tessmannia och familjen ärtväxter. IUCN kategoriserar arten globalt som starkt hotad. Inga underarter finns listade i Catalogue of Life.